# Национални парк подземне реке Порто Принцесе
Национални парк подземне реке Порто Принцесе се налази на Филипинима. Основан је 1971. 1999. је постао члан свјетске баштине УНЕСКО-а. 2011. је постао један од Седам светских чуда природе.
Налази се 81km сјеверозападно од града Порто Принцеса.

### Флора и фауна
Животињски и биљни свет мјеста је богат. Откривено је 800 врста биљки; неколико врста кактуса, 295 врста дрвећа и 95 врста птица.

### Понорница Сабанг
Понорница Сабанг је највећа курсистичка атракција у националном парку. Она тече кроз крш и улијева се у Јужно Кинеско море. Она је једина река на свету са најдужим подводним пловним дијелом. Могуће је пловити 1,2km од њеног подземног тока 4,2km. Дубока је 8m. У њој се налазе многи шишмиши и ластавице.